# Касеро, Анхель
Анхель Луис Касеро Морено (исп. Ángel Luis Casero Moreno, род. 23 октября 1971 в Альбалат-делс-Тарончерсе, Испания) — испанский  профессиональный шоссейный велогонщик. Двукратный чемпион Испании в групповой гонке. Победитель генеральной классификации Вуэльты Испании 2001 года.

## Победы
| 1994 - Тур де л'Авенир — генеральная классификация 1995 - Классика Гвадаррамы - Чемпионат Испании, индивидуальная гонка на время — 2-е место 1997 - Вуэльта Кастилии и Леона — этап 3 и генеральная классификация 1998 - Чемпион Испании в групповой гонке | 1999 - Чемпион Испании в групповой гонке - Вуэльта Каталонии — этап 1 2000 - Вуэльта Испании — 2-е место в общем зачёте 2001 - Вуэльта Испании — генеральная классификация |

## Статистика выступлений наГранд Турах
| Гранд Тур | 1995 | 1996 | 1997 | 1998 | 1999 | 2000 | 2001 | 2002 | 2003 | 2004 | 2005 |
| --------- | ---- | ---- | ---- | ---- | ---- | ---- | ---- | ---- | ---- | ---- | ---- |
| Джиро     | -    | -    | -    | -    | -    | -    | -    | -    | -    | -    | -    |
| Тур       | -    | -    | 29   | сход | 5    | сход | сход | -    | 57   | -    | -    |
| Вуэльта   | 13   | 24   | сход | сход | сход | 2    | 1    | 6    | сход | -    | сход |